# Daniil Maruchin
Daniil Witaljewitsch Maruchin (kasachisch Даниил Витальевич Марухин, englische Transkription Daniil Marukhin; * 13. Februar 1999 in Qostanai) ist ein kasachischer Radrennfahrer.

## Karriere
Als Junior nahm Maruchin im Trikot der kasachischen Nationalmannschaft an den Rennen des UCI Men Juniors Nations’ Cup und internationalen Meisterschaften teil. Bei den Asienmeisterschaften 2017 gewann er die Goldmedaille im Straßenrennen der Junioren. 
Nach dem Wechsel in die U23 fuhr Maruchin zunächst für verschiedene kasachische UCI Continental Teams. Bis Ende 2022 war der Gewinn der Bronzemedaille im U23-Straßenrennen der Asienmeisterschaften 2019 der größte Erfolg seiner Karriere. In der Saison 2023 hatte er seinen internationalen Durchbruch. Neben vier Tageserfolgen und weiteren Podiumsplatzierungen auf der UCI Europe Tour und der UCI Asia Tour konnte er mit der Tour of Van auch den ersten Sieg bei einer Rundfahrt erringen.
Nach seinen Erfolgen erhielt Maruchin zur Saison 2024 einen Vertrag beim UCI WorldTeam Astana Qazaqstan.

## Erfolge
2017
- Asienmeisterschaften – Straßenrennen (Junioren)

2019
- Asienmeisterschaften – Straßenrennen (U23)

2023
- Tour of Bostonliq I
- Grand Prix Kültepe
- eine Etappe 100th Anniversary Tour of The Republic
- Gesamtwertung und eine Etappe Tour of Van